# 4899 Candace
Candace (asteróide 4899) é um asteróide da cintura principal, a 1,9352672 UA. Possui uma excentricidade de 0,1842713 e um período orbital de 1 334,71 dias (3,65 anos).
Candace tem uma velocidade orbital média de 19,33727037 km/s e uma inclinação de 22,58204º.
Este asteróide foi descoberto em 9 de Maio de 1988 por Carolyn Shoemaker.